# Vasile Usturoi
Vasile Usturoi (Bucarest, 3 de abril de 1997) es un deportista belga de origen rumano que compite en boxeo.
En los Juegos Europeos de Cracovia 2023 consiguió una medalla de bronce en la categoría de 57 kg.  Ganó una medalla de oro en el Campeonato Europeo de Boxeo Aficionado de 2022.

## Palmarés internacional
| Juegos Europeos    | Juegos Europeos     | Juegos Europeos   | Juegos Europeos |
| Año                | Lugar               | Medalla           | Categoría       |
| ------------------ | ------------------- | ----------------- | --------------- |
| 2023               | Nowy Targ (Polonia) | Medalla de bronce | 57 kg           |
| Campeonato Europeo |                     |                   |                 |
| Año                | Lugar               | Medalla           | Categoría       |
| 2022               | Ereván (Armenia)    | Medalla de oro    | 57 kg           |